# Solveig Lára Guðmundsdóttir
Solveig Lára Guðmundsdóttir est une évêque de l'Église d'Islande, évêque de Hólar depuis 2012.

## Biographie
Diplômée en théologie en 1983, elle a également obtenu un diplôme de psychologie et d'études chrétiennes en Allemagne en 1999 ; elle a suivi une formation pour cadres de la Fédération luthérienne mondiale en 2010. Elle travaille dans la paroisse de Bústaðapakkarak de 1983 à 1986, puis comme prêtre de paroisse à Seltjarnarnes de 1986 à 2000 et à Möðruvöllum (Hörgárdalur (en)) de 2000 à 2012. 
En 2012, elle est élue évêque de Hólar par 96 voix contre 70 à Kristján Björnsson. Elle reçoit la consécration épiscopale le 12 août 2012 dans la cathédrale de Hólar (en), de l'évêque d'Islande Agnes M. Sigurðardóttir - première femme à avoir été consacrée évêque en Islande, Solveig Lára Guðmundsdóttir étant la deuxième. Elle succède à Jón Aðalsteinn Baldvinsson. 
Elle est mariée, a quatre enfants et trois petits-enfants. 